# Sphaceloma poinsettiae
Sphaceloma poinsettiae är en svampart som beskrevs av Jenkins & Ruehle 1942. Sphaceloma poinsettiae ingår i släktet Sphaceloma och familjen Elsinoaceae.   Inga underarter finns listade i Catalogue of Life.